# Звернення Російської спілки ректорів
Звернення Російської спілки ректорів прийняте 4 березня 2022 року Російською спілкою ректорів на підтримку вторгнення Росії в Україну. Лист підписали більше 260 пропутінськи налаштованих російських ректорів (з близько 700, які є членами цієї організації).

## Зміст звернення
У зверненні агресія Росії щодо України виправдана таким чином:
Дуже важливо в ці дні підтримати нашу країну, нашу армію, яка обстоює нашу безпеку, підтримати нашого Президента, який прийняв, можливо, найскладніше у своєму житті, вистраждане, але необхідне рішення
Оригінальний текст (рос.)
Очень важно в эти дни поддержать нашу страну, нашу армию, которая отстаивает нашу безопасность, поддержать нашего Президента, который принял, может быть, самое сложное в своей жизни, выстраданное, но необходимое решение.

## Наслідки
Звернення широко висвітлювалося у російських ЗМІ. Ряд підписантів дали коментарі у ЗМІ, що багато в чому збігаються за стилістикою та риторикою з самим зверненням.
За кордоном звернення викликало різко негативну реакцію і призвело до подальшої ізоляції російських університетів. Асоціація університетів Європи призупинила членство 12 російських університетів, ректори яких підписали це звернення. Для організації Університети Сполученого королівства  звернення спілки ректорів стало вирішальним аргументом, щоб засудити вторгнення Росії в Україну. Українські ЗВО ініціювали позбавлення підписантів листа вчених звань.
В Україні семеро ректорів медичних вузів, які підписали звернення, отримали статус підозрюваних за звинуваченням у закликах до порушення територіальної цілісності України. Генпрокурор Ірина Венедиктова заявила, що буде запущено процедуру оголошення підозрюваних у міжнародний розшук з метою арешту та екстрадиції в Україну.
16 березня 2022 року Форум вільної Росії вніс усіх підписантів у свій санкційний «Список Путіна».
Студенти, викладачі та випускники МДУ опублікували відкритий лист до ректора Садовничого з вимогою відкликати свій підпис .

## Список тих, хто підписав звернення
- Садовничий Віктор Антонович, президент РСР, ректор Московського державного університету імені М. В. Ломоносова
- Александров Анатолій Олександрович, віце-президент РСР, президент Московського державного технічного університету імені М. Е. Баумана
- Глибочко Петро Віталійович, віце-президент РСР, ректор Першого московського державного медичного університету імені І. М. Сеченова
- Демидов Олексій В'ячеславович, віце-президент РСР, ректор Санкт-Петербурзького державного університету промислових технологій та дизайну
- Єндовіцький Дмитро Олександрович, віце-президент РСР, ректор Воронезького державного університету
- Іванченко Сергій Миколайович, віце-президент РСР, ректор Тихоокеанського державного університету
- Кропачов Микола Михайлович, віце-президент РСР, ректор Санкт-Петербурзького державного університету
- Кудрявцев Микола Миколайович, віце-президент РСР, президент Московського фізико-технічного інституту (державного університету)
- Литвиненко Володимир Стефанович, віце-президент РСР, ректор Санкт-Петербурзького гірничого університету
- Лобанов Володимир Григорович, віце-президент РСР, президент Кубанського державного технологічного університету
- Пустовий Микола Васильович, віце-президент РСР, президент Новосибірського державного технічного університету
- Стронгін Роман Григорович, віце-президент РСР, президент Нижньогородського державного університету імені М. І. Лобачевського
- Шестаков Олександр Леонідович, віце-президент РСР, ректор Південно-Уральського державного університету
- Абдуллазянов Едвард Юнусович, ректор Казанського державного енергетичного університету
- Агабекян Раїса Левонівна, ректор Академії маркетингу та соціально-інформаційних технологій
- Агафонова Наталія Миколаївна, ректор Західно-Уральського інституту економіки та права
- Агібалов Олександр Володимирович, ректор Воронезького державного аграрного університету
- Агіней Руслан Вікторович, ректор Ухтинського державного технічного університету
- Албакова Фатіма Юсупівна, ректор Інгуського державного університету
- Алійник Станіслав Миколайович, ректор Білгородського державного аграрного університету імені В. Я. Горіна
- Александров Андрій Юрійович, ректор Чуваського державного університету імені І. Н. Ульянова
- Алібаєв Тимур Лазович, ректор Казанського державного національного дослідницького технічного університету імені А. Н. Туполєва
- Альбеков Адам Умарович, президент Ростовського державного економічного університету (РІНГ)
- Альтудов Юрій Камбулатович, ректор Кабардино-Балкарського державного університету імені Х. М. Бербекова
- Амельчаков Ігор Пилипович, начальник Білгородського юридичного інституту МВС РФ імені І. Д. Путіліна
- Андрєєв Олексій Петрович, ректор Пермського державного аграрно-технологічного університету імені академіка Д. М. Прянишников
- Анісімов Микита Юрійович, ректор Національного дослідницького університету «Вища школа економіки»
- Антохіна Юлія Анатоліївна, ректор Санкт-Петербурзького державного університету аерокосмічного приладобудування
- Апажов Аслан Каральбієвич, ректор Кабардино-Балкарського державного аграрного університету імені В. М. Кокова
- Асваров Наріман Асварович, ректор Дагестанського державного педагогічного університету
- Астапов Михайло Борисович, ректор Кубанського державного університету
- Асфандіярова Аміна Ібрагімівна, ректор Уфимського державного інституту мистецтв ім. Загіра Ісмагілова
- Ахмадієва Роза Шайхайдарівна, ректор Казанського державного інституту культури
- Ахметов Султан Меджидович, ректор Кубанського державного університету фізичної культури, спорту та туризму
- Баженова Наталія Геннадіївна, ректор Приамурського державного університету імені Шолом-Алейхема
- Байханов Ісмаїл Баутдинович, ректор Чеченського державного педагогічного інституту
- Бакайтіс Валентина Іванівна, ректор Сибірського університету споживчої кооперації
- Балашов Олексій Ігорович, ректор Санкт-Петербурзького державного інституту психології та соціальної роботи
- Баришев Михайло Геннадійович, ректор Кубанського державного технічного університету
- Батаєв Анатолій Андрійович, ректор Новосибірського державного технічного університету
- Баулін Олег Олександрович, ректор Уфімського державного нафтового технічного університету
- Бахмудкадійович Нухкаді Джалалович, ректор Дагестанського гуманітарного інституту
- Башкіна Ольга Олександрівна, ректор Астраханської державної медичної академії
- Бачевський Сергій Вікторович, ректор Санкт-Петербурзького державного університету телекомунікацій імені професора М. О. Бонч-Бруєвича
- Безбородів Олександр Борисович, ректор Російського державного гуманітарного університету
- Білоус Микола Максимович, ректор Брянської державної сільськогосподарської академії
- Беспалов Володимир Олександрович, ректор Національного дослідницького університету «МІЕТ»
- Беспалов Дмитро Миколайович, ректор Північно-Кавказького федерального університету
- Блажеєв Віктор Володимирович, ректор Московського державного юридичного університету імені О. О. Кутафіна
- Богатирьов Володимир Дмитрович, ректор Самарського національного дослідницького університету імені академіка С. П. Корольова
- Богатирьов Дмитро Кирилович, ректор Російської християнської гуманітарної академії
- Боєв Максим Юрійович, ректор Хабаровського державного університету економіки та права
- Бойко Олена Григорівна, ректор Державного аграрного університету Північного Зауралля
- Бордовський Геннадій Олексійович, президент Російського державного університету імені А. І. Герцена
- Боровиков Юрій Сергійович, ректор Новгородського державного університету імені Ярослава Мудрого
- Боровська Марина Олександрівна, президент Південного федерального університету
- Брачун Тетяна Анатоліївна, ректор Північно-Східного державного університету
- Бургаров Рафіс Тимерханович, ректор Поволзького державного університету фізичної культури, спорту та туризму
- Бучаєв Ахмед Гамідович, ректор Дагестанського державного університету народного господарства
- Бучек Альбіна Олександрівна, ректор Білгородського інституту розвитку освіти
- Биков Дмитро Євгенович, ректор Самарського державного технічного університету
- Валієв Айрат Расимович, ректор Казанського державного аграрного університету
- Васильєв Володимир Миколайович, ректор Національного дослідницького університету ІТМО
- Верескун Володимир Дмитрович, ректор Ростовського державного університету шляхів сполучення
- Волкогон Володимир Олексійович, ректор Калінінградського державного технічного університету
- Воронін Анатолій Вікторович, ректор Петрозаводського державного університету
- Воротинцев Ілля Володимирович, ректор Російського хіміко-технологічного університету імені Д. І. Менделєєва
- Виборнова Любов Олексіївна, ректор Поволзького державного університету сервісу
- Габітов Ілдар Ісмагілович, ректор Башкирського державного аграрного університету
- Гайдамашко Ігор В'ячеславович, ректор Сочинського державного університету
- Галажинський Едуард Володимирович, ректор Національного дослідницького Томського державного університету
- Галіакберова Альфінур Азатівна, ректор Набережночелнінського державного педагогічного університету
- Галіцин Сергій Вікторович, ректор Далекосхідної державної академії фізичної культури
- Ганієва Алана Віленівна, ректор Північно-Осетинського державного педагогічного інституту
- Ганченкова Марія Герасимівна, ректор Сахалінського державного університету
- Гаранін Максим Олексійович, ректор Самарського державного університету шляхів сполучення
- Глаголєв Сергій Миколайович, ректор Білгородського державного технологічного університету імені В. Г. Шухова
- Глушко Дмитро Євгенович, ректор Національного дослідницького Мордовського державного університету ім. М. П. Огарьова
- Горбунов Олександр Павлович, ректор П'ятигорського державного університету
- Гордін Михайло Валерійович, ректор Московського державного технічного університету імені Н. Е. Баумана
- Горлов Сергій Іванович, ректор Нижньовартовського державного університету
- Груздєв Михайло Вадимович, ректор Ярославського державного педагогічного університету ім. К. Д. Ушинського
- Гуляков Олександр Дмитрович, ректор Пензенського державного університету
- Дамдінов Алдар Валерійович, ректор Бурятського державного університету імені Доржі Банзарова
- Джамбулатов Зайдін Магомедович, ректор Дагестанського державного аграрного університету
- Дмитрієв Сергій Михайлович, ректор Нижньогородського державного технічного університету ім. Р. Е. Алексєєва
- Драпалюк Михайло Валентнович, ректор Воронезького державного лісотехнічного університету ім. Г. Ф. Морозова
- Дробишева-Разумовська Людмила Іванівна, ректор Пермської державної академії мистецтва та культури
- Дулат-Алєєв Вадим Робертович, ректор Казанської державної консерваторії імені Н. Г. Жиганова
- Дьяконов Олександр Анатолійович, ректор Альметьєвського державного нафтового інституту
- Нікітін Сергій Сергійович, ректор Санкт-Петербурзької Духовної Академії Російської Православної Церкви
- Єфремова Вероніка Василівна, ректор Тюменського державного індустріального університету
- Есауленко Ігор Едуардович, ректор Воронезького державного медичного університету ім. Н. Н. Бурденко
- Железнов Лев Михайлович, ректор Кіровського державного медичного університету
- Жигалєв Борис Андрійович, президент Нижньогородського державного лінгвістичного університету імені М. О. Добролюбова
- Жмеренецький Костянтин В'ячеславович, ректор Далекосхідного державного медичного університету
- Заболотських Тетяно Володимирівно, ректор Амурської державної медичної академії
- Загайнова Олена Вадимівна, ректор Національного дослідницького Нижньогородського державного університету ім. М. І. Лобачевського
- Зайко Тетяна Іванівна, ректор Сибірського державного університету водного транспорту
- Замятін Сергій Володимирович, ректор Омського державного університету імені Ф. М. Достоєвського
- Занорин Олександр Германович, ректор Саратовської державної консерваторії імені Л. В. Собінова
- Засипкін Владислав Павлович, ректор Сургутського державного педагогічного університету
- Зекрін Фанаві Хайбрахманович, ректор Чайковського державного інституту фізичної культури
- Зенгін Сергій Семенович, ректор Краснодарського державного інституту культури
- Зенін Юрій Миколайович, начальник Воронезького інституту підвищення кваліфікації співробітників ДПС МНС РФ
- Зернов Володимир Олексійович, ректор Російського нового університету
- Зібров Геннадій Васильович, начальник Військово-повітряної академії ім. Жуковського та Гагаріна
- Зіннуров Фоат Єанафієвич, начальник Казанського юридичного інституту МВС РФ
- Зибіна Ольга Станіславівна, ректор Санкт-Петербурзької юридичної академії
- Іголкін Сергій Леонідович, ректор Воронезького економіко-правового інституту
- Іжмулкіна Катерина Олександрівна, ректор Кемеровського державного сільськогосподарського інституту
- Ільїна Наталія Анатоліївна, ректор Псковського державного університету
- Іванов Дмитро Олегович, ректор Санкт-Петербурзького державного педіатричного медичного університету
- Іванов Сергій Анатолійович, ректор Забайкальського державного університету
- Івойлов Валерій Михайлович, президент Кемеровського державного медичного університету
- Ільгова Катерина Володимирівна, ректор Саратовської державної юридичної академії
- Йоголевич Володимир Олександрович, начальник Тюменського інституту підвищення кваліфікації співробітників МВС РФ
- Ісайчев Віталій Олександрович, ректор Ульянівського державного аграрного університету імені П. А. Столипіна
- Казаков Юрій Михайлович, ректор Казанського національно-дослідницького технологічного університету
- Калінін Роман Євгенович, ректор Рязанського державного медичного університету імені академіка І. П. Павлова
- Калініна Алла Едуардівна, ректор Волгоградського державного університету
- Карпик Олександр Петрович, ректор Сибірського державного університету геосистем та технологій
- Карпов Сергій Вікторович, ректор Воронезького інституту мистецтв
- Кислицина Ганна Миколаївна, ректор Санкт-Петербурзької державної художньо-промислової академії імені А. Л. Штігліця
- Клемешов Андрій Павлович, президент Балтійського федерального університету імені Іммануїла Канта
- Клімов Олександр Олексійович, ректор Російського університету транспорту
- Кокшаров Віктор Анатолійович, ректор Уральського федерального університету імені першого Президента Росії Б. Н. Єльцина
- Колсанов Олександр Володимирович, ректор Самарського державного медичного університету
- Кондрашкіна Олена Олександрівна, ректор Самарського державного економічного університету
- Корняков Михайло Вікторович, ректор Іркутського національного дослідницького технічного університету
- Коробець Борис Миколайович, ректор Далекосхідного федерального університету
- Коротков Олександр Михайлович, ректор Волгоградського державного соціально-педагогічного університету
- Короткова Олена Ігорівна, ректор Кіровського державного медичного університету
- Косенок Сергій Михайлович, ректор Сургутського державного університету
- Костішко Борисе Михайловичу, ректор Ульянівського державного університету
- Котельников Геннадій Петрович, президент Самарського державного медичного університету
- Кочкаров Руслан Махарович, ректор Північно-Кавказької державної гуманітарно-технологічної академії
- Кравченко Олег Олександрович, ректор Тульського державного університету
- Краєва Ірина Аркадіївна, ректор Московського державного лінгвістичного університету (Мориса Тореза)
- Красільников Дмитро Георгійович, ректор Пермського державного національного дослідницького університету
- Криштал Михайло Михайлович, ректор Тольяттінського державного університету
- Кротт Іван Іванович, ректор Омського державного педагогічного університету
- Кудряшова Олена Володимирівна, ректор Північного (Арктичного) федерального університету
- Куїжева Саїда Казбеківна, ректор Майкопського державного технологічного університету
- Куликов Євген Сергійович, ректор Сибірського державного медичного університету Міністерства охорони здоров'я Російської Федерації
- Курганський Сергій Іванович, ректор Білгородського державного інституту мистецтв та культури
- Кучин Роман Вікторович, ректор Югорського державного університету
- Левін Борис Олексійович, президент Російського університету транспорту
- Левков Сергій Андрійович, ректор Камчатського державного технічного університету
- Лівзан Марія Анатоліївна, ректор Омського державного медичного університету
- Лобанов Володимир Григорович, президент Кубанського державного технологічного університету
- Лопаткін Олексій Олександрович, ректор Університету управління «ТІСБІ»
- Лубков Олексій Володимирович, ректор Московського педагогічного державного університету
- Лужанин Володимир Геннадійович, ректор Пермської державної фармацевтичної академії
- Лук'янов Сергій Анатолійович, ректор Російського національного дослідницького медичного університету імені М. І. Пирогова
- Луньов Олександр Павлович, президент Астраханського державного університету
- Лисов Микола Олександрович, ректор Самарського медичного університету «Реавіз»
- Львович Ігор Якович, ректор Воронезького інституту високих технологій
- Маєвський Дмитро Павлович, ректор Омського державного технічного університету
- Майєр Георгій Володимирович, резидент Національного дослідицького Томського державного університету
- Макаркін Микола Петрович, президент Мордовського державного університету імені М. П. Огарьова
- Максимцев Ігор Анатолійович, ректор Санкт-Петербурзького державного економічного університету
- Мальцев Сергій Борисович, ректор Санкт-Петербурзького медико-соціального інституту
- Малишев Володимир Сергійович, ректор Всеросійського державного університету кінематографії імені С.А.Герасимова
- Мамій Дауд Казбекович, ректор Адигейського державного університету
- Маринкін Ігор Олегович, ректор Новосибірського державного медичного університету
- Маркелов Костянтин Олексійович, ректор Астраханського державного університету
- Масюткін Євген Петрович, ректор Керченського державного морського технологічного університету
- Машков Сергій Володимирович, ректор Самарського державного аграрного університету
- Мау Володимир Олександрович, ректор Російської академії народного господарства та державної служби при Президентові Російської Федерації
- Мельничук Ірина Альбертівна, ректор Санкт-Петербурзького державного лісотехнічного університету імені С. М. Кірова
- Мерзлякова Галина Віталіївна, ректор Удмуртського державного університету
- Меркулов, Євген Сергійович, ректор Камчатського державного університету імені Вітуса Берінга
- Месхи, Бесаріон Чохоєвич, ректор Донського державного технічного університету
- Мірошніков Сергій Олександрович, ректор Оренбурзького державного університету
- Митрополит Тобольський та Тюменський Дмитро, ректор Тобольської Православної Духовної Семінарії
- Михальчевський Юрій Юрійович, ректор Санкт-Петербурзького державного університету цивільної авіації
- Мішин Дмитро Вікторович, ректор Поволзького державного університету телекомунікацій та інформатики
- Морозкін Микола Данилович, ректор Башкирського державного університету
- Морозов Віталій Юрійович, ректор Санкт-Петербурзького державного аграрного університету
- Мостиканов Олександр Валентинович, ректор Астраханської державної консерваторії
- Мочалов Олег Дмитрович, ректор Самарського державного соціально-педагогічного університету
- Навроцький Олександр Валентинович, ректор Волгоградського державного технічного університету
- Назаров Максим Миколайович, проректор Російської академії народного господарства та державної служби при Президентові Російської Федерації
- Наркевич Ігор Анатолійович, ректор Санкт-Петербурзького державного хіміко-фармацевтичного університету
- Наумов Сергій Юрійович, ректор Саратовського державного технічного університету імені Ю. А. Гагаріна
- Наумова Ольга Сергіївна, ректор Самарського державного інституту культури
- Нахімов Олександр Павлович, начальник Воронезького інституту МВС РФ
- Неваленний Олександр Миколайович, ректор Астраханського державного технічного університету
- Нечаєв Володимир Дмитрович, ректор Севастопольського державного університету
- Нізамов Рашит Курбангалійович, ректор Казанського державного архітектурно-будівельного університету
- Миколаїв Анатолій Миколайович, ректор Північно-Східного федерального університету імені М. К. Аммосова
- Новіков Сергій Володимирович, ректор Уфімського державного авіаційного технічного університету
- Новіков Юрій Васильович, президент Ярославського державного медичного університету
- Нугуманова Людмила Миколаївна, ректор Інституту розвитку освіти Республіки Татарстан
- Обвинцев Олексій Анатолійович, ректор Смоленського державного університету спорту
- Овчаренко Сергій Михайлович, ректор Омського державного університету шляхів сполучення
- Огоєв Алан Урузмагович, ректор Північно-Осетинського державного університету імені К.Л.Хетагурова
- Омельченко Ігор Миколайович, ректор Тюменського державного інституту культури
- Павлов Олексій Володимирович, ректор Ярославського державного медичного університету
- Павлов Валентин Миколайович, ректор Башкирського державного медичного університету Міністерства охорони здоров'я Російської Федерації
- Пахомова Наталія Володимирівна, ректор Російського державного інституту сценічних мистецтв
- Певцовова Олена Олександрівна, ректор Московського державного обласного університету
- Перова Олена Юріївна, ректор Східно-Сибірського державного інституту культури
- Петров Василь Юрійович, президент Пермського національного дослідницького політехнічного університету
- Петров Іван Михайлович, ректор Тюменського державного медичного університету
- Пєтухов Ігор Валерійович, ректор Поволзького державного технологічного університету
- Пивовар Юхим Йосипович, президент Російського державного гуманітарного університету
- Погода Анатолій Кир'янович, перший проректор Липецького державного технічного університету
- Погосян Михайло Асланович, ректор Московського авіаційного інституту
- Полухін Олег Миколайович, ректор Білгородського державного національного дослідницького університету
- Полянсков Юрій В'ячеславович, президент Ульянівського державного університету
- Попов, Василь Миколайович, ректор Воронезького державного університету інженерних технологій
- Попоннікова Тетяна Володимирівна, ректор Кемеровського державного медичного університету
- Прокоф'єв Станіслав Євгенович, ректор Фінансового університету при Уряді Російської Федерації
- Просіков Олександр Юрійович, ректор Кемеровського державного університету
- Проскурін Дмитро Констан, ректор Воронезького державного технічного університету
- Пугач Валентин Миколайович, ректор Вятського державного університету
- Рабаданов Муртазалі Хулатаєвич, ректор Дагестанського державного університету
- Равілов Рустам Хаметович, ректор Казанської державної академії ветеринарної медицини імені Н. Е. Баумана
- Рогалев Микола Дмитрович, ректор Національного дослідницького університету «МЕІ»
- Романчук Іван Сергійович, ректор Тюменського державного університету
- Рудський Андрій Іванович, ректор Санкт-Петербурзького політехнічного університету Петра Великого
- Рулевський Віктор Михайлович, ректор Томського державного університету систем управління та радіоелектроніки
- Румянцев Максим Валерійович, ректор Сибірського федерального університету
- Русецька Маргарита Миколаївна, ректор Державного інституту російської мови імені А. С. Пушкіна
- Савченко Михайло Петрович, ректор Ростовської державної консерваторії імені С. В. Рахманінова
- Сагітов Салават Талгатович, ректор Башкирського державного педагогічного університету ім. М.Акмули
- Саїдов Заурбек Асланбекович, ректор Чеченського державного університету імені А. А. Кадирова
- Сайганов Сергій Анатолійович, ректор Північно-Західний державний медичний університет імені І. І. І. Мечникова
- Саприкін Іван Іванович в. о.начальника Воронезького інституту ФСВП РФ
- Сараєв Павло Вікторович, ректор Липецького державного технічного університету
- Саралідзе Анзор Михайлович, ректор Володимирського державного університету
- Священник Роман, ректор Воронезької духовної семінарії
- Сєднєв Дмитро Андрійович, ректор Національного дослідницького Томського політехнічного університету
- Селютін Валентин Іванович, ректор Воронезького муніципального інституту економіка та соціального управління
- Срібний Володимир Валерійович, ректор Московського державного технологічного університету «СТАНКІН»
- Сізов Ігор Геннадійович, ректор Східно-Сибірського державного університету технологій та управління
- Симоненко Олександр Вікторович начальник Краснодарського університету МВС Росії
- Сколубович Юрій Леонідович, ректор Новосибірського державного архітектурно-будівельного університету
- Скоринов Сергій Нестерович, ректор Хабаровського державного інституту мистецтв та культури
- Скрипкін Валентин Сергійович, ректор Ставропольського державного аграрного університету
- Смагіна Марія Вікторівна, ректор Ставропольського державного педагогічного інституту
- Смешко Олег Григорович, ректор Санкт-Петербурзького університету технологій управління та економіки
- Смагіна Марія Вікторівна, ректор Ставропольського державного педагогічного інституту
- Созінов Олексій Станіславович, ректор Казанського державного медичного університету
- Сойфер Віктор Олександрович президент Самарського національного дослідницького університету імені академіка С. П. Королева
- Соловйов Андрій Михайлович, ректор Невинномиського державного гуманітарно-технічного інституту
- Стромов Володимир Юрійович, ректор Тамбовського державного університету імені Г. Р. Державина
- Сисоєв Олександр Володимирович, ректор Воронезької державної академії фізичної культури
- Тарасов Сергій Валентинович, ректор Російського державного університету імені А. І. Герцена
- Ташкінов Анатолій Олександрович, ректор Пермського національного дослідницького політехнічного університету
- Таюрський Дмитро Альбертович, ректор Казанського (Приволзького) федерального університету
- Твардовський Андрій Вікторович, ректор Тверського державного технічного університету
- Терентьєва Тетяна Валеріївна, ректор Владивостокського державного університету економіки та сервісу
- Тимирясова Асія Віталіївна, ректор Казанського інноваційного університету імені В. Г. Тимирясова
- Тихончук Павло Вікторович, ректор Далекосхідного державного аграрного університету
- Торкунов Анатолій Васильович, ректор Московського державного інституту міжнародних відносин (університету) Міністерства закордонних справ Російської Федерації
- Трубілін Олександр Іванович, ректор Кубанського державного аграрного університету імені І. Т. Трубіліна
- Трухачов Володимир Іванович, ректор Російського державного аграрного університету імені К.А.Тімірязєва
- Туричин Гліб Андрійович, ректор Санкт-Петербурзького державного морського технічного університету
- Тускаєв Таймураз Русланович, ректор Горського державного аграрного університету
- Узденов Таусолтан Аубекірович, ректор Карачаєво-Черкеського державного університету імені У.Д.Алієва
- Ушамирська Галина Федорівна, ректор Волзького інституту економіки педагогіки та права
- Фалалєєв Андрій Павлович, ректор Кримського федерального університету імені В. І. Вернадського
- Федіна Ніна Володимирівна, ректор Липецького державного педагогічного університету імені П. П. Семенова-Тян-Шанського
- Федорук Михайло Петрович, ректор Новосибірського національного дослідницького державного університету
- Федоров Олександр Олександрович, ректор Балтійського федерального університету імені Іммануїла Канта
- Федулін Олександр Олексійович, ректор Російського державного університету туризму та сервісу
- Філіппов Володимире Михайловичу президент Російського університету дружби народів
- Філоненко Сергій Іванович, ректор Воронезького державного педагогічного університету
- Хоменко Андрій Павлович президент Іркутського державного університету шляхів сполучення
- Худін Олександр Миколайович, ректор Курського державного університету
- Чепляєв Віктор Леонідович директор Поволзького інституту управління імені П. А. Столипіна
- Чернікова Алевтина Анатоліївна, ректор Національного дослідницького технологічного університету МІСіС
- Чібісова Марина Анатоліївна, ректор Санкт-Петербурзького інституту стоматології післядипломної освіти
- Чиговська-Назарова Яніна Олександрівна, ректор Глазовського державного педагогічного інституту імені В. Г. Короленко
- Чиріков Анатолій Геннадійович, ректор Кузбаського інституту ФСВП Росії
- Чумак Вадим Геннадійович, ректор Самарського університету державного управління «Міжнародний інститут ринку»
- Чумаченко Олексій Миколайович, ректор Саратовського національного дослідницького державного університету імені М. Г. Чернишевського
- Целікова Катерина Вікторівна, ректор Череповецького державного університету
- Цепляєв Віталій Олексійович, ректор Волгоградського державного аграрного університету
- Цибіков Беликто Батоєвич, ректор Бурятської державної сільськогосподарської академії
- Шапошников Лев Євгенович президент Нижньогородського державного педагогічного університету імені Козьми Мініна
- Швєцов Михайло Миколайович, ректор Марійського державного університету
- Шевченко Володимир Ігорович, ректор Національного дослідницького ядерного університету «МІФІ»
- Шевченко Інна Костянтинівна, ректор Південного федерального університету
- Шевчик Андрій Павлович, ректор Санкт-Петербурзького державного технологічного інституту (технічного університету)
- Шелудько Віктор Миколайович, ректор Санкт-Петербурзького державного електротехнічного університету ЛЕТІ імені В. І. Ульянова (Леніна)
- Шиянов Анатолій Іванович, ректор Міжнародного інституту комп'ютерних технологій
- Шиянов Сергій Євгенович, ректор Північно-Кавказького соціального інституту
- Шлик Сергій Володимирович, ректор Ростовського державного медичного університету Міністерства охорони здоров'я Російської Федерації
- Шпирня Ігор Валентинович начальник Краснодарського вищого військового училища імені генерала армії С. М. Штеменко
- Шумакова Оксана Вікторівна, ректор Омського державного аграрного університету імені П. А. Столипіна
- Шунков Олександр Вікторович, ректор Кемеровського державного університету культури та мистецтв
- Щекіна Віра Віталіївна, ректор Благовіщенського державного педагогічного університету
- Ескіндаров Михайло Абдурахманович президент Фінансового університету при Уряді Російської Федерації
- Юнгблюд Валерій Теодорович президент Вятського державного університету
- Юр'єв Олексій Борисович, ректор Сибірського державного індустріального університету
- Якимович Віктор Степанович, ректор Волгоградської державної академії фізичної культури
- Яковлєв Олексій Миколайович, ректор Кузбаського державного технічного університету імені Т. Ф. Горбачова
- Янін Володимир Леонідович, ректор Ханти-Мансійської державної медичної академії
- Ястребов Олег Олександрович, ректор Російського університету дружби народів